# Elena Nikoghosyan
Elena Nikoghosyan, pe numele de artistă Elena Erevan, (în armeană Ելենա Նիկողոսյան, transliterat: Elena Nikoghosyan, n. 26 octombrie 1990, Erevan, URSS) este o cântăreață și chitaristă armeană.

## Biografie
De mică, Elena a fost interesată de muzică. În 1996 familia s-a mutat la Moscova iar în 2003 a decis să urmeze o școală de muzică prestigioasă numită Șcedrin pentru a studia chitara. Elena a absolvit cu onoare școala, a participat la activități școlare și a susținut concerte în provinciile Tula și Kaluga din Rusia.
După absolvire, s-a mutat înapoi în Armenia, unde și-a extins cunoștințele din dragoste pentru muzică la Colegiul de Muzică Romanos Melikyan.
Elena a participat la toate activitățile de concerte ale colegiului chiar și după absolvire. De asemenea, a cântat pentru multe organizații de caritate din Armenia și din alte țări. În 2013, Elena a fost invitată să cânte la San Gabriel Mission Playhouse și la Ford Amphitheatre din Los Angeles, SUA.
În 2015, Elena a fost invitată la Teheran de comunitatea armeană „Ararat”, iar în 2016 a cântat în orașul Jena, Germania. Tot în 2016, Elena a fost descoperită de o casă de discuri indie numită Dance Plant Record Inc. din Montreal, Canada, cu care a semnat contractul fără ezitare.
Cântă mai ales cântece tradiționale în diferite limbi: limbile ei materne armeană și rusă, dar și italiană, franceză și spaniolă.

## Discografie

### Albume
- 2017 Elena Yerevan - My Guitar – Dance Plant Records – DPR-CD-2505, 2 x CD, Album (Canada)[2]